# Toppop
AVRO’s Toppop, kurz Toppop, war die erste wöchentliche Popmusiksendung im niederländischen Fernsehen. Die Rundfunkgesellschaft AVRO brachte die Sendung zwischen dem 22. September 1970 und dem 27. Juni 1988 jeweils von 19:00 Uhr bis 19:50 Uhr unregelmäßig wechselnd über die Sender Nederland 1 und Nederland 2 zur Ausstrahlung.

## Toppop

### Entstehung

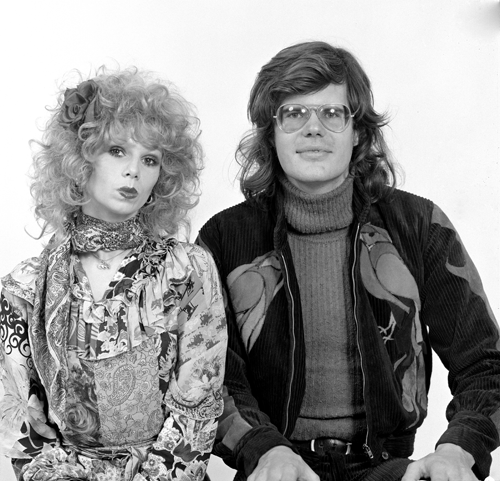
Tänzerin Penney de Jager und Moderator Ad Visser, 1973

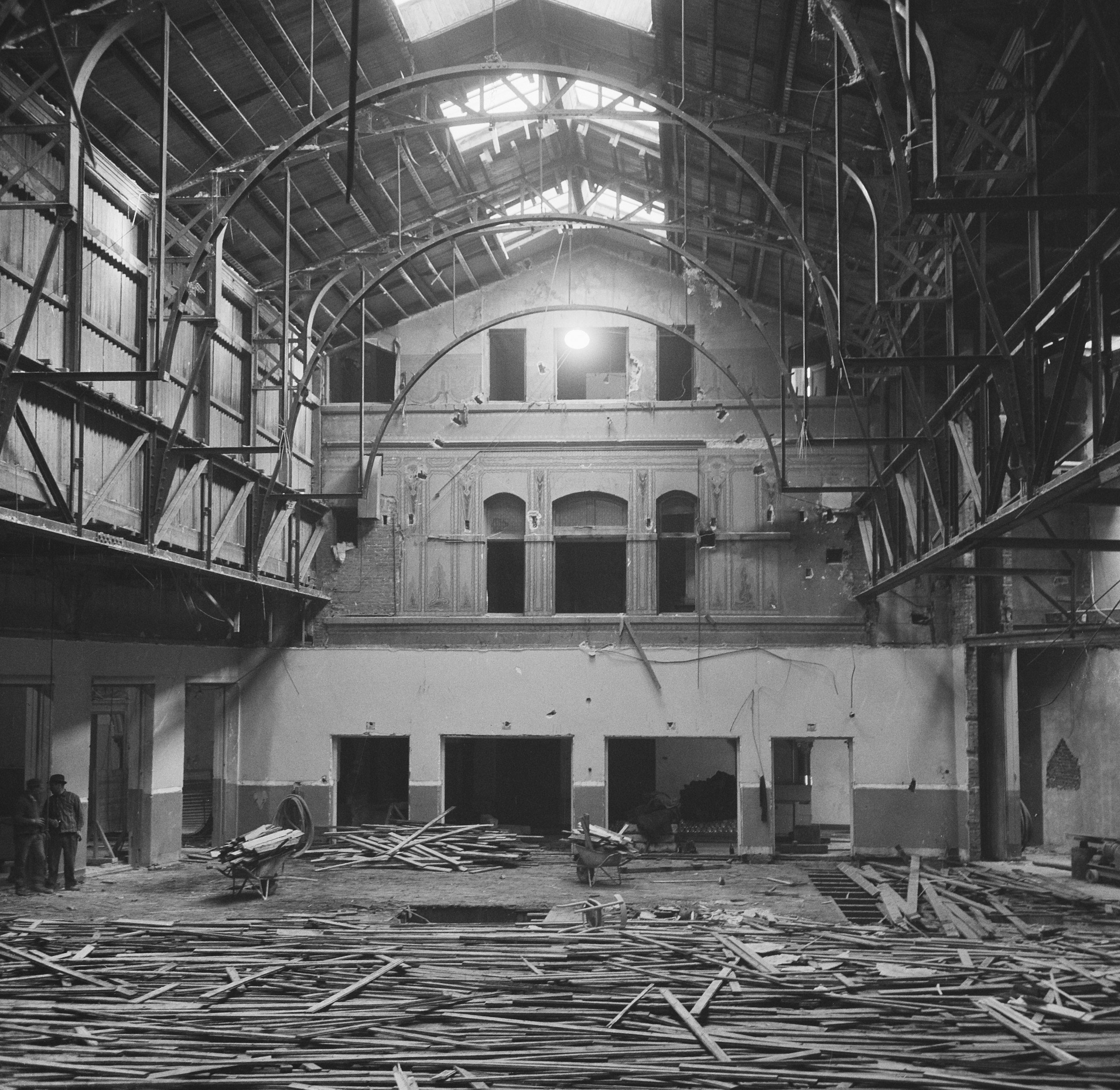
Umbau des Theater Bellevue zu einem Fernsehstudio 1965

Toppop war der Nachfolger der beliebten Musiksendungen Moef Ga Ga, welche von 1965 bis 1968 lief und Doebidoe Top 5, die von 1968 bis 1970 ausgestrahlt wurde. Als Vorbild für Toppop galt die britische Sendung Top of the Pops.
Toppop wurde im Fernsehstudio NTS-Studio Bellevue aufgenommen, welches zwischen 1965 und 1975 im Theater Bellevue an der Leidsekade in Amsterdam eingerichtet war.
Die Macher genossen anfangs nur wenig Vertrauen bei der AVRO-Leitung in Hilversum und mussten daher mit einem bescheidenen Budget und veralteten Aufnahmegeräten auskommen. Um dem Intro etwas mehr Schwung zu verleihen, stellte der Regisseur Van Wijk die Tänzerin Penney de Jager vor, die sich wie eine sinnlich tanzende Silhouette im Hintergrund zwischen meterhohen Buchstaben („Toppop“) bewegte.
In der Sendung wurden hauptsächlich Aufnahmen von Popkünstlern gezeigt, die im Toppop-Studio ihren neuesten Hit im Playback aufführten.
Zwischen 1974 und 1978 und von Februar 1982 bis Juli 1986 wurde hier anhand der Nationalen Hitparade bestimmt, wer in der Sendung auftreten sollte. Interpreten, die nicht in die Niederlande reisen wollten oder konnten, wurden von einem Kamerateam aufgesucht. So wurden zahllose internationale Künstler oft mit einem Toppop-Shirt oder den Toppop-Buchstaben im Hintergrund aufgezeichnet.
Wenn jedoch mal kein Künstler auftreten konnte, wurden der jeweilige Erfolgstitel von einem improvisierenden Jazzballett unter der Leitung von Penney de Jager visuell untermalt.
1976 wurde das Lied Aunt Dinah Has Blowed The Horn aus der um 1910 entstandenen Oper Treemonisha von Scott Joplin als Intro-Melodie, zu der das Ballet von Penney de Jager tanzte, recht populär und erreichte in der Nationale Hitparade am 16. Oktober 1976 sogar den 5. Platz, eine Position, die Musik aus diesem klassischen Genre hier normalerweise nicht erreicht.

### Hip und populär
Toppop als Pop-Sendung hat sich im Laufe der Jahre von einem Programm mit ausschließlich englischsprachiger Popmusik für „junge Leute“, die aus neuen Musiktrends wie Hardrock, Glamrock, Disco, Punkmusik, Synthpop etc. bestand, zu einem Musikprogramm für ein breiteres Publikum entwickelt, das auch niederländischsprachige Lieder, Easy-Listening-Pop und Schlager wie Vader Abraham mit ’t Smurfenlied oder auch deutsche Lieder, etwa von Katja Ebstein, enthielt. Toppop war so im Wesentlichen eine Hitparade von populären Liedern, die im Fernsehen gesendet wurde.
Zur Mitte der 1970er Jahre war Toppop seiner Zeit voraus, indem bei den Dreharbeiten verschiedene Tricks angewandt wurden, wie z. B. Chromakey (Farbfilter), oder experimentiert wurde, indem eine mit Vaseline überzogene oder manuell bewegte Effektlinse neben die Kamera gestellt wurde. Das Streben nach einem dynamischen Look hatte am 7. November 1981 einen audiovisuellen Höhepunkt, als bei der Aufnahme von In the Army Now durch Bolland & Bolland reichlich Gebrauch von Nebelmaschinen, Feuerwerkskörpern, echten Explosivladungen und Kalaschnikows gemacht wurde.
Für viele Belgier und Niederländer war AVRO’s Toppop lange Zeit die wichtigste Quelle für aktuelle Popmusik. Infolgedessen wurden Ad und Penney für viele zum Inbegriff des Rock ’n’ Roll. Jahrelang konnten die Zuschauer eine Postkarte einsenden und die Top 3 der nächsten Woche vorhersagen. Von den richtigen Einsendern durfte dann einer in der folgenden Woche im Studio sein, und andere, die die Top 3 richtig erraten hatten, bekamen ein Toppop-T-Shirt nach Hause geschickt.
Zu bestimmten Zeiten wurden auch kurze Toppop-Specials ausgestrahlt, die sich auf eine bestimmte Gruppe oder einen bestimmten Künstler konzentrierten. In der letzten Sendung des Jahres wurde der Toppop-Jahresrückblick ausgestrahlt, in dem die Top 10 des Jahres in ihrer Gesamtheit gezeigt wurden. Außerdem gab es Auftritte von Studiogästen und Umfragen unter den Zuschauern, bei denen der beliebteste Künstler, die beliebteste Gruppe oder der beliebteste DJ gewählt wurde.

### Niedergang
Ab Herbst 1982 nahm die Popularität von Toppop ab, unter anderem durch die Konkurrenz der Veronica-Popsendung Countdown und ab Herbst 1983 durch die Sendung Popformule der TROS, die mit Exklusivverwertungen arbeiteten. Countdown und Popformule waren auch zeitgemäßer gestaltet, während Toppop eine Sendung aus den 1970er Jahren geblieben ist. Die Dolly Dots führten Ende 1983 ihren größten Hit mit der Platte Love Me Just A Little Bit More (Totally Hooked on You) exklusiv in Veronicas Countdown auf, woraufhin die AVRO ihrer Verärgerung damit Ausdruck verlieh, dass die Gruppe in Toppop nicht mehr willkommen war. Es war ein peinlicher Moment für Toppop, als der einzige Nr. 1-Hit der niederländischen Girlgroup, die in der Vergangenheit immer loyal von Toppop gefördert wurde und hier insgesamt 26 Auftritte verbuchen konnte, zum ersten Mal vom Konkurrenten Countdown ausgestrahlt wurde. Toppop verweigerte sich der Ausstrahlung dieses Hits auch im Nachgang, obwohl er in den damaligen drei nationalen Charts des öffentlich-rechtlichen Popsenders Hilversum 3 (den Nederlandse Top 40, der Nationalen Hitparade und der TROS-eigenen Hitparade (TROS Top 50)) die Plätze 1 und 2 erreichte.
Das Eintreten des Musikfernsehens MTV ab Herbst 1987 bedeutete das Aus für Toppop, das zuletzt stark sinkende Zuschauerzahlen verzeichnete. Ende Juni 1988 wurde die Sendung eingestellt.

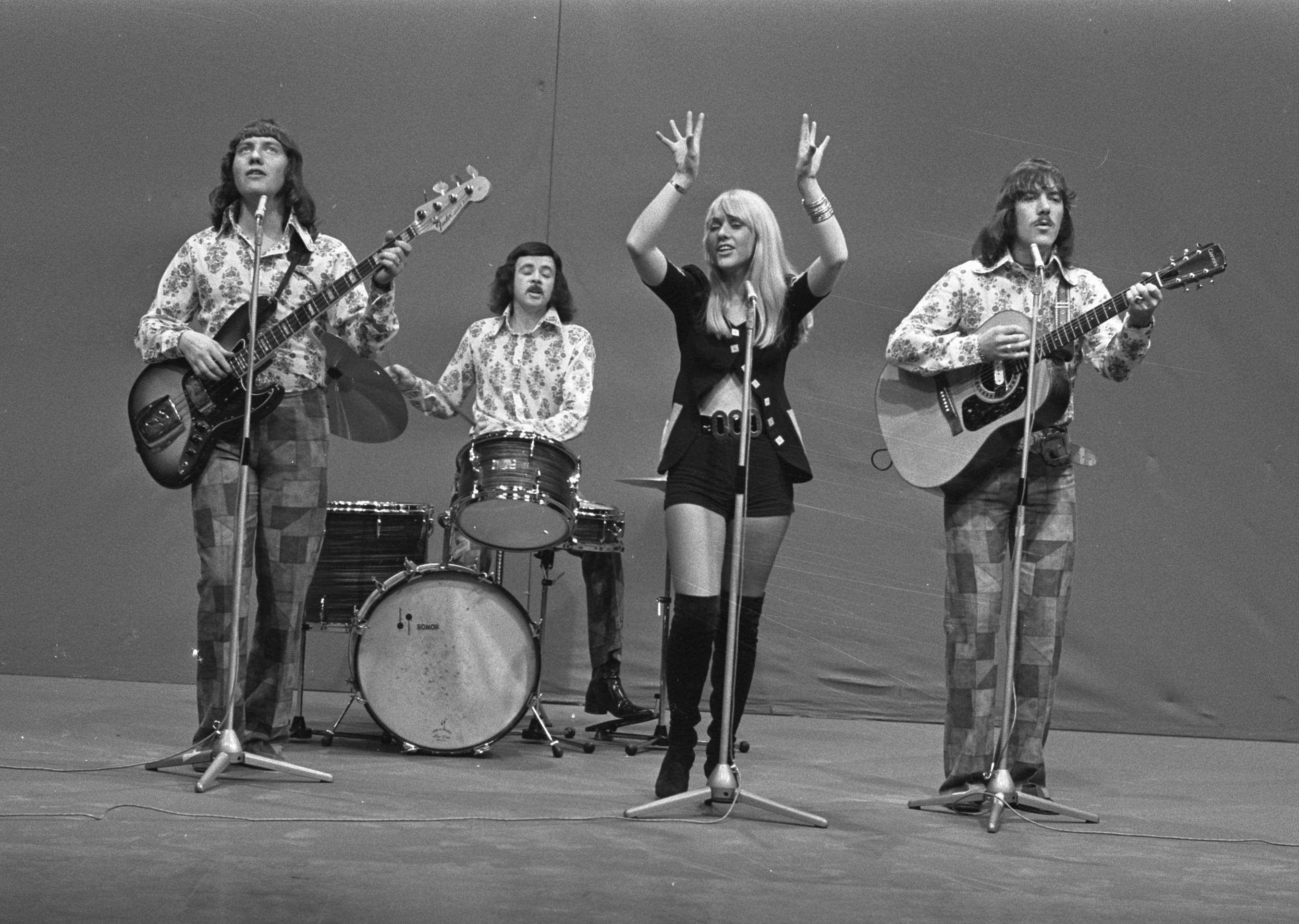
Middle of the Road (1972)
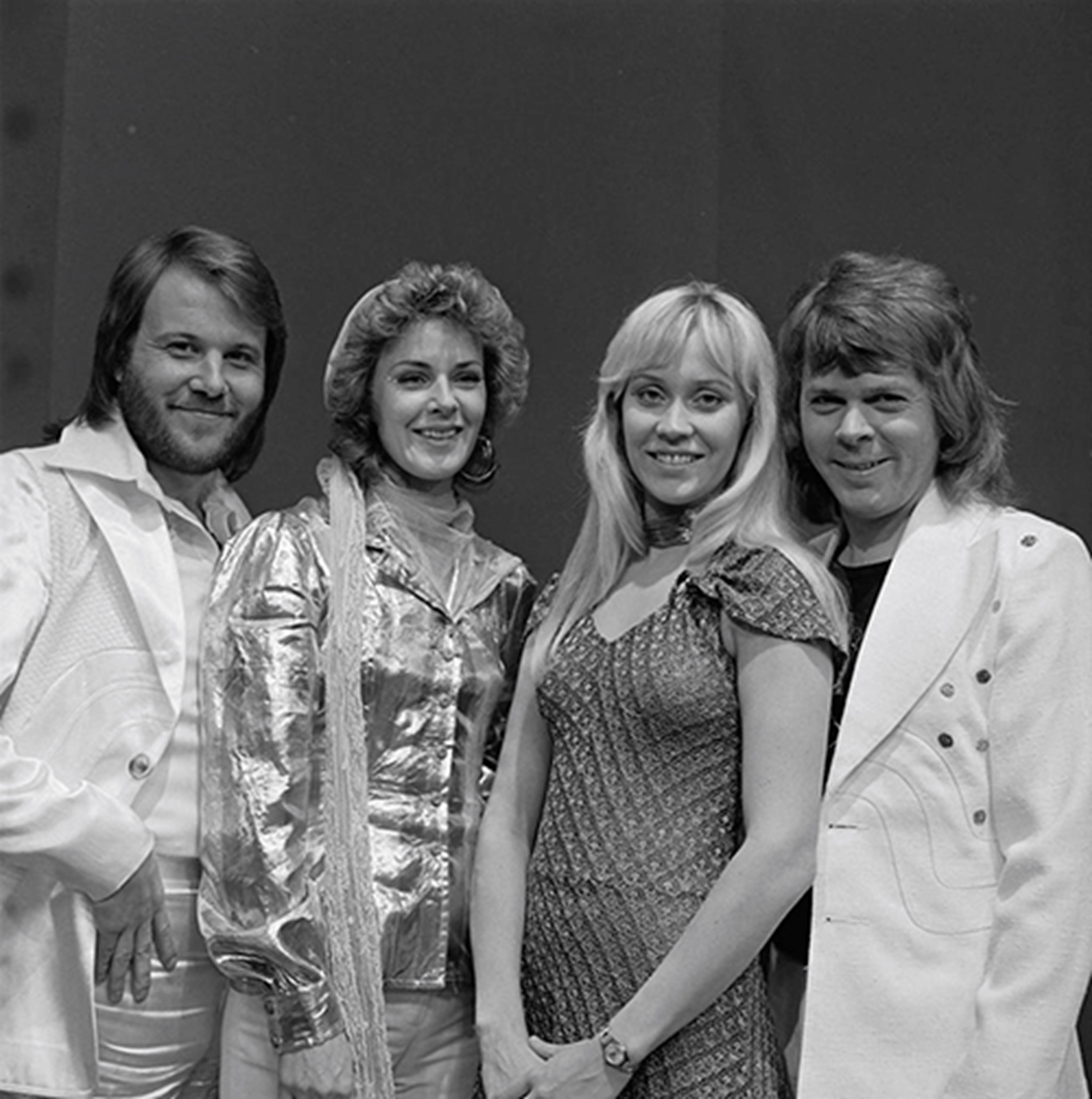
ABBA (TopPop 1974)
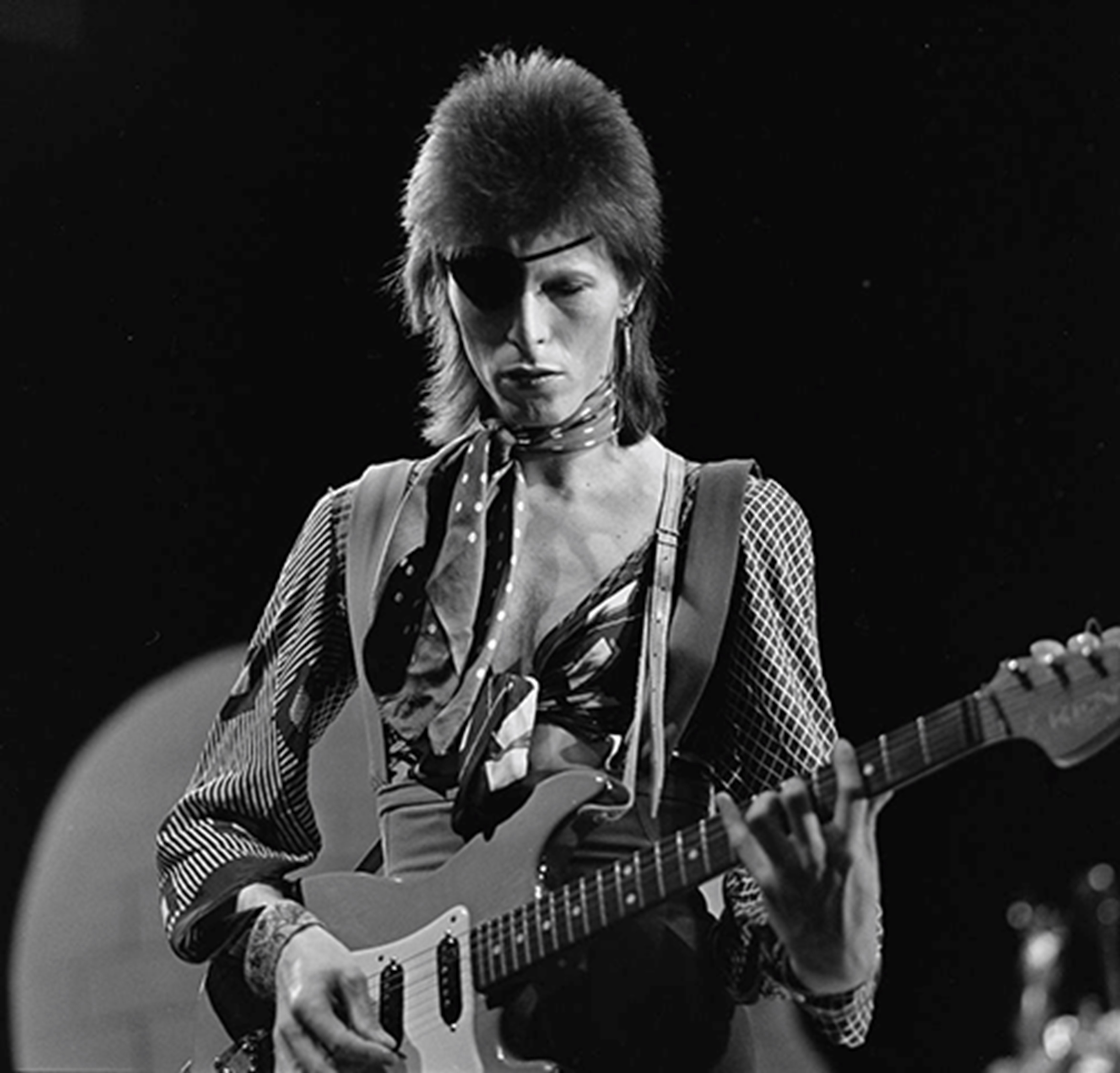
David Bowie (1974)
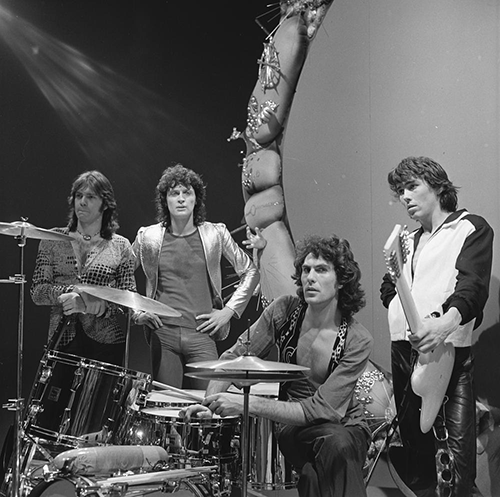
Golden Earring (1974)
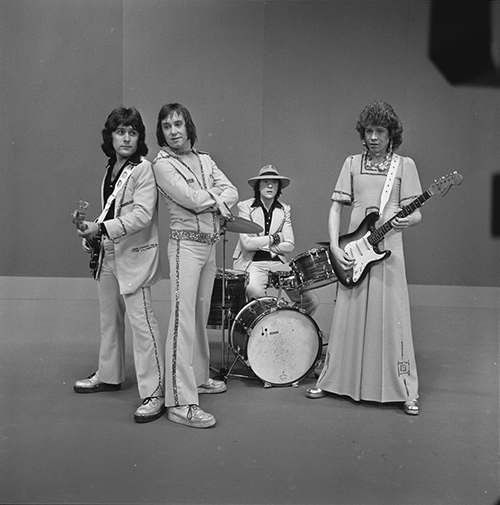
Mud (TopPop 1974)

## Toppop Radio
Viele Jahre lang gab es montags von 14:00 bis 16:00 Uhr auch eine Radiosendung auf Hilversum 3, mit dem Titel Toppop Radio, ebenfalls moderiert von Ad Visser. Ad Visser gab 1983 die Moderation an Nachfolger ab.

## NachToppop
Toppop wurde im Jahr 2000 in einer Umfrage der Fernsehzeitschrift Televizier zur Sendung des Jahrhunderts gewählt.
Jahre nach der Einstellung der Sendung wurde Bart Peeters beauftragt, um einige Folgen von Toppop Yeah zu moderieren, einem Quiz, das sich ausschließlich mit Ausschnitten aus Toppop befasst, gefolgt von Toppop nonstop, in dem vollständige Clips aus dem Toppop-Archiv gezeigt wurden.
Bei Top 2000 a gogo, einer Sendung der NPS im Dezember 2005 und Dezember 2006, wurden in jeder Folge Filmausschnitte des Showballetts aus dem Toppop-Archiv gezeigt, wobei die Gäste erraten mussten, welcher Musikclip zu dem gezeigten Filmmaterial gehörte.
Am 3. März 2007 kehrte Visser mit der Sendung Toppop The Golden Years auf die Bildschirme zurück, ausgestrahlt auf dem Streamingkanal Cultura. Darin spielte Visser „Mr. Toppop“, eine, wie er selbst sagt, ‚überdrehte‘ Version seiner alten Rolle als Moderator. Es war eine thematisch orientierte Sendung, die jeden Freitag ab 23 Uhr ausgestrahlt wurde. In der ersten Folge ging es um die Musikrichtung Disco. Weitere Themen waren Zahlen, Erotik, André van Duin und Reggae. Am unteren Bildrand wurde allerlei Wissenswertes projiziert und die Clips wurden in einem goldenen Rahmen abgespielt.
Im August und September 2020 wurde anlässlich des 50-jährigen Jubiläums der Erstausstrahlung in fünf Sondersendungen auf NPO 3 auf die Sendung zurückgeblickt, mit Ausschnitten und Kommentaren von Mitarbeitern und niederländischen Prominenten sowie einem Vorwort von Ad Visser. Im November und Dezember 2020 folgte eine Fortsetzung mit fünf weiteren Episoden.
Am 2. September 2020 wurde die Dokumentation Het verhaal van 50 jaar Toppop auf NPO3 ausgestrahlt. Hier blicken ehemalige Mitwirkende auf 50 Jahre Toppop zurück.
Am 29. Dezember 2021 präsentierte Visser zusammen mit Penney de Jager den TopPop Test, ein Quiz über 50 Jahre Toppop.

## Toppop3
Die Fernsehsendung Toppop3 in der Tradition von Toppop wurde in drei Staffeln zwischen 22. September 2012 bis zum 14. Dezember 2013 über die AVRO ausgestrahlt. Der Moderator war Gerard Ekdom.

## Trivia
- Am 15. Dezember 1970 gab Bruce Johnston von The Beach Boys in den Niederlanden einen Playback-Auftritt, um ihre Hitsingle Tears in the Morning zu promoten. Zu dieser Zeit fand im Keller des TopPop-Studios eine Sexparty statt, die von der niederländischen Pornozeitschrift Tuk veranstaltet wurde. In der Überzeugung, dass diese wilde Party mit spärlich bekleideten Frauen und großen Mengen Marihuana zum Umfang der Gästebetreuung der Sendung gehörte, berichtete ein hellauf begeisterter Johnston seinen Musikerkollegen davon. Seitdem genoss die Sendung Toppop einen besonderen Ruf in der Musikszene und die Stars kamen allzu gerne, um ihr neues Material zu promoten.[8]
- Toppop wurde mehrere Jahre jeweils durch die Ausstrahlung der Tagesnachrichten unterbrochen. Einmal jedoch war eine Live-Sendung so schwungvoll und intensiv, dass sich die Mitarbeiter weigerten, der Nachrichtensendung Platz zu machen, was dazu führte, dass diese Nachrichtensendung an diesem Abend nicht ausgestrahlt werden konnte. Einige der Toppop-Mitarbeiter verloren dafür später ihre Anstellung.
- Das Lied Willempie von André van Duin war zwar an der Spitze der Charts, aber weil das Lied umstritten war (es wurde nachgesagt, dass Van Diun sich in diesem Lied über geistig Behinderte lustig machte), wurde es irgendwann nicht mehr in der Sendung gezeigt.
- Anlässlich der 250. Sendung im Jahr 1976 fuhr ein Sonderfahrzeug („Kameel“) der Nederlandse Spoorwegen (NS), das 1954 als (selbstfahrender) Gesellschaftswagen konzipiert wurde, als „Toppop-Zug“ durch das Land, in dem auch Künstler auftraten. Mit den NS wurde vereinbart, dass der Zug nicht bemalt werden, sondern allenfalls mit Papier und Karton verziert werden durfte. Während der Zugfahrt flog das Papier jedoch immer wieder vom Zug, woraufhin die Bühnenbildner schließlich begannen, den Zug doch zu bemalen. Dies führte zur Verärgerung der Eisenbahngesellschaft.
- Zur Sendung am 12. September 1977 weigerte sich der unberechenbare Sänger Iggy Pop lange Zeit, aus der Garderobe zu kommen, um seinen Hit Lust for Life im Playback aufzuführen. Als die Techniker, aus welchen Gründen auch immer, das Band trotzdem spielen ließen, stürmte Iggy, dramatisch geschminkt und nur mit Jeans an seinem abgemagerten Körper bekleidet, unerwartet auf die Bühne. Er sprang auf die Bühnentechniker zu und tanzte mit ihnen, bis sie von der Bühne flohen. Den Rest der Zeit verbrachte der Künstler damit, sich auf der Bühne und zum Teil auf deren Boden zu winden, seinen Hit (mehr schlecht als recht) zu Playback zu performen und dabei einige der zur Dekoration aufgestellten Topfpalmen zu beschädigen.[9] Iggys Auftritt bei Toppop gilt als der Durchbruch des Punks in den Niederlanden.[10]
- Im Juni 1985 wurde der ausscheidende Ad Visser von allen Seiten beglückwünscht, während Chris Rea gleichzeitig seinen kommenden Hit Josephine live singen sollte, da diese gesamte letzte Folge von Toppop eine ausschließliche Live-Sendung war. Große Mengen Konfetti wurden über Ad Visser geschüttet und Studiofeuerwerk abgebrannt, während Rea versuchte, sein melancholisches Lied zu singen. Der Sänger, der über diesen Abschied nicht informiert war, konnte seinen Ärger kaum verbergen.[11]